# 第3世セ・リンポチェ
第3世セ・リンポチェは法名トゥプテンニマ(thub bstan nyi ma)。ラダックのゲルク派寺院リゾン寺に所属する化身ラマの名跡「セ・リンポチェ(sras rin po che)」の3代目。「リゾン・リンポチェ(ri rdzong rin po che)」、「リクスン・リンポチェ」とも。

## 略歴
- 1937年、インドのラダック地方に生まれる。兄弟には、後にラダックの国会議員となったパクラ・リンポチェがいる。

ダライラマ13世より第2世セ・トゥルクの転生者として認定をうける。
4歳で出家し、リゾン寺に入る。
- 1946年、チベット本国におもむき、第96世ガンデン・ティパトゥプテンクンガーに師事。
- 1950年、デプン寺ロサーリン学堂で修行。
- 1959年、チベット動乱の勃発により、ラダックに帰郷。
- 1971年、ラランパ・ゲシェー学位を取得、ギュメ寺（チベットを脱出して南インドに再建されたもの）に入り、密教を修行。同寺の副僧院長(ラマウンゼ）職、僧院長（ケンポ）職を歴任。
- 1984年、デプン寺ロサーリン学堂（チベットを脱出して南インドに再建されたもの）のケンポ職に就任。
- 1995年、ギュメ寺のチャンツェ・チュージェ(北頂法主)に就任。2008年10月までは在任。
- 2009年10月段階で、第102代ガンデン・ティパに就任している。

欧文表記として「Kiabje Rizong Rinpoche」等。